# Peetri (Järva)
Peetri (Duits: St. Petri) is een plaats in de Estlandse gemeente Järva, provincie Järvamaa. De plaats heeft de status van groter dorp of vlek (Estisch: alevik). De plaats wordt ook wel Järva-Peetri genoemd om verwarring met Peetri in de gemeente Rae te voorkomen.
Tot in oktober 2017 was Peetri de hoofdplaats van de gemeente Kareda. In die maand ging de gemeente op in de fusiegemeente Järva.

## Bevolkingsontwikkeling
De ontwikkeling van het aantal inwoners blijkt uit het volgende staatje:
| Jaar            | 2000 | 2011 | 2018 | 2020 | 2021 |
| --------------- | ---- | ---- | ---- | ---- | ---- |
| Aantal inwoners | 312  | 213  | 176  | 186  | 241  |

## Geschiedenis
Peetri is nauw verbonden met het buurdorp Ämbra, dat Peetri bijna geheel omsluit. Tot 1922 vormden ze één dorp. Al in 1253 stond in ‘Embere’ een kerk, die vermoedelijk gebouwd is rond 1222. Rond 1330 werd de houten kerk vervangen door een stenen kerk. De parochie omvatte oorspronkelijk grote delen van de huidige gemeenten Järva en Paide. De parochies van Paide en Anna zijn in de 16e en 17e eeuw afgesplitst van de parochie van Embere.
De kerk, Järva-Peetri Püha Peetruse kirik (‘Kerk van de Heilige Petrus in Järva-Peetri’), is gewijd aan Sint-Pieter. Peetri ontleent zijn naam aan deze kerk. De driebeukige kerk is sinds het begin van de 16e eeuw luthers. De toren is 67 meter hoog en kreeg pas in 1868 zijn huidige vorm. Het altaar en de preekstoel dateren uit de 19e eeuw. Wel zijn een paar middeleeuwse grafstenen bewaard gebleven.
In het begin van de jaren twintig van de 20e eeuw werden Ämbra en Peetri gesplitst. Peetri kreeg de kerk en het kerkhof eromheen. In 1922 werd Peetri genoemd als vlek (alevik). Na 1940 werden de twee weer samengevoegd, maar in 1997 werd Peetri weer als vlek afgesplitst van Ämbra.

## Foto's

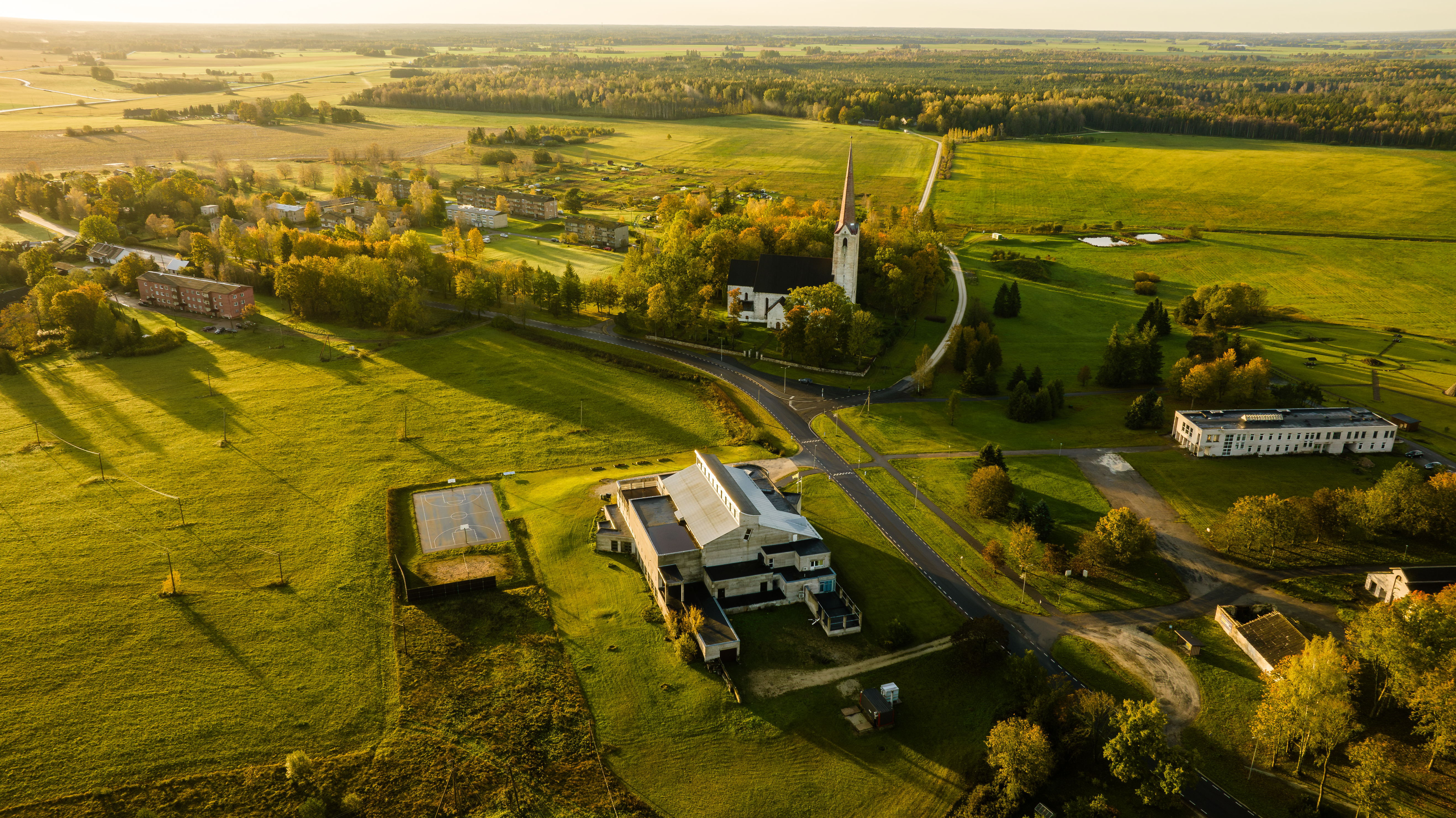
Petri vanuit de lucht
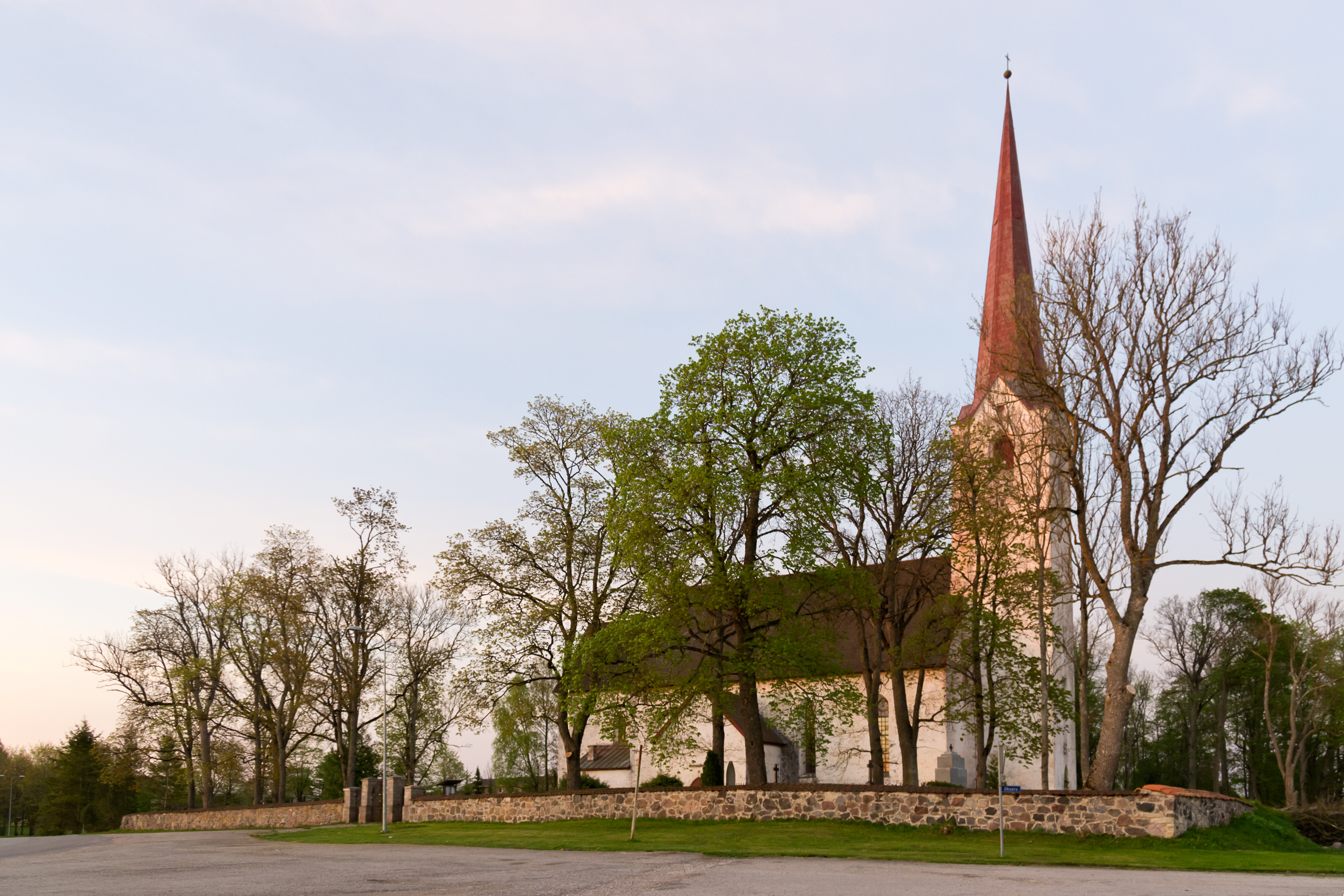
De kerk van Peetri
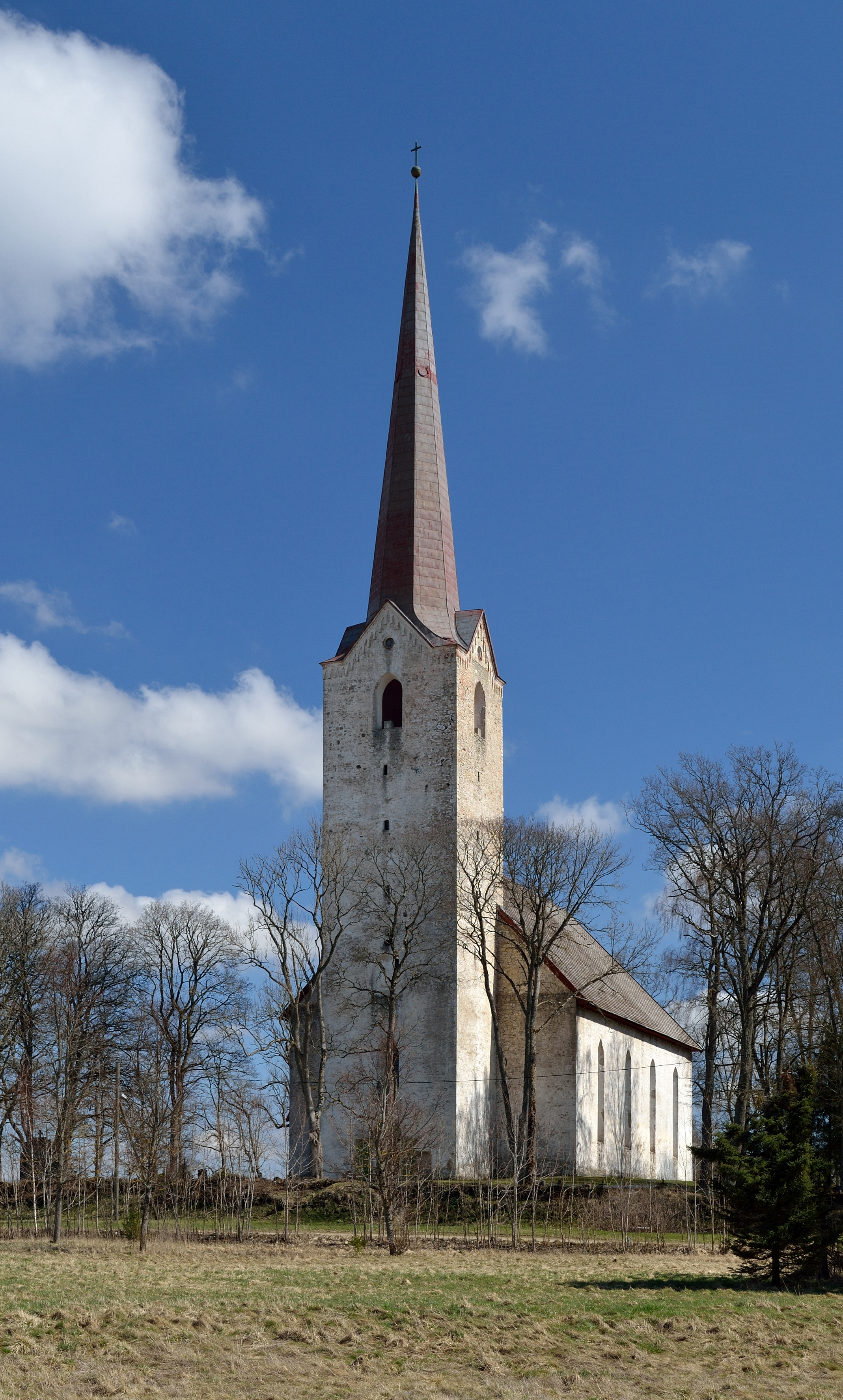
De toren
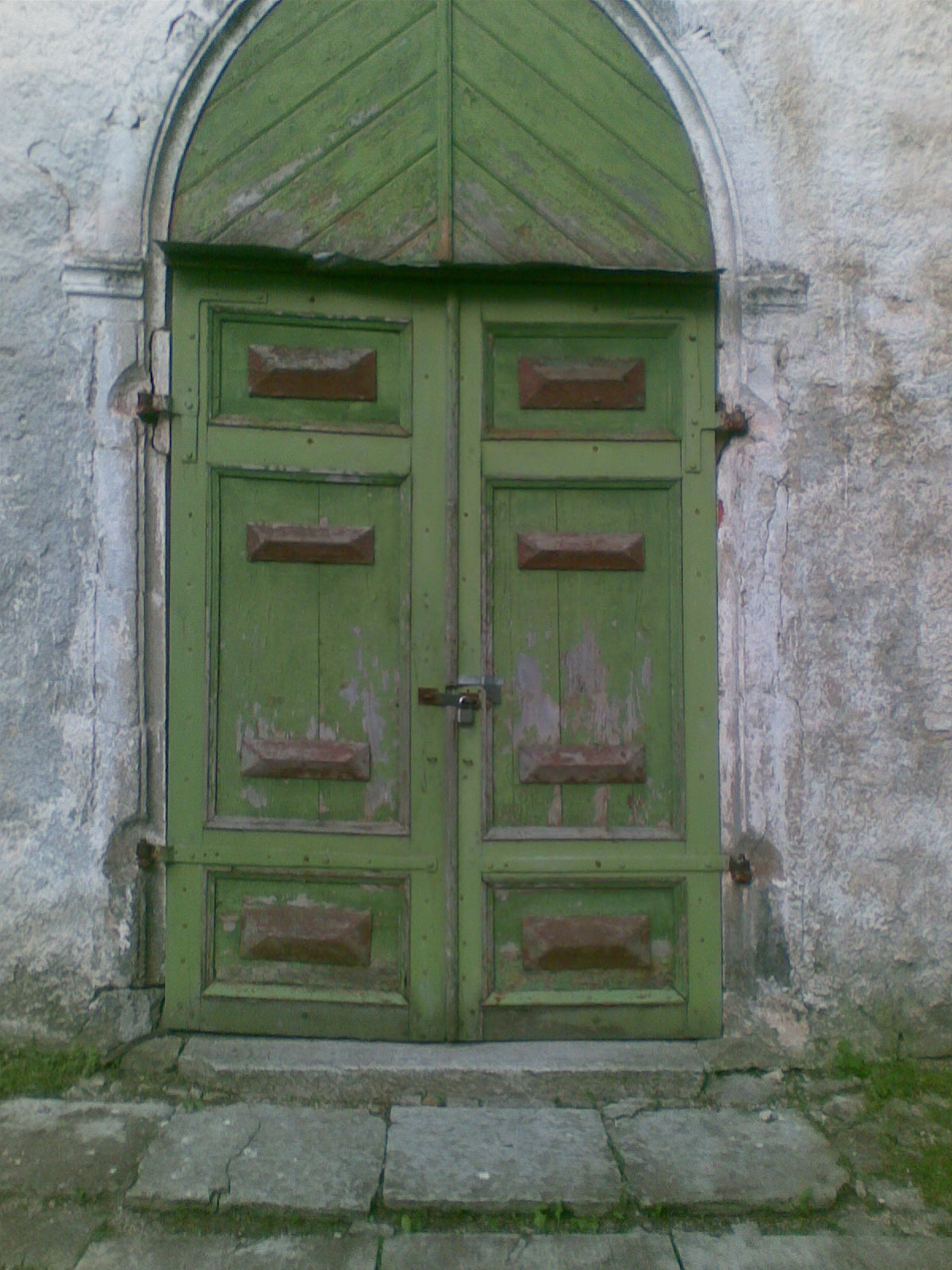
Deur aan de westzijde
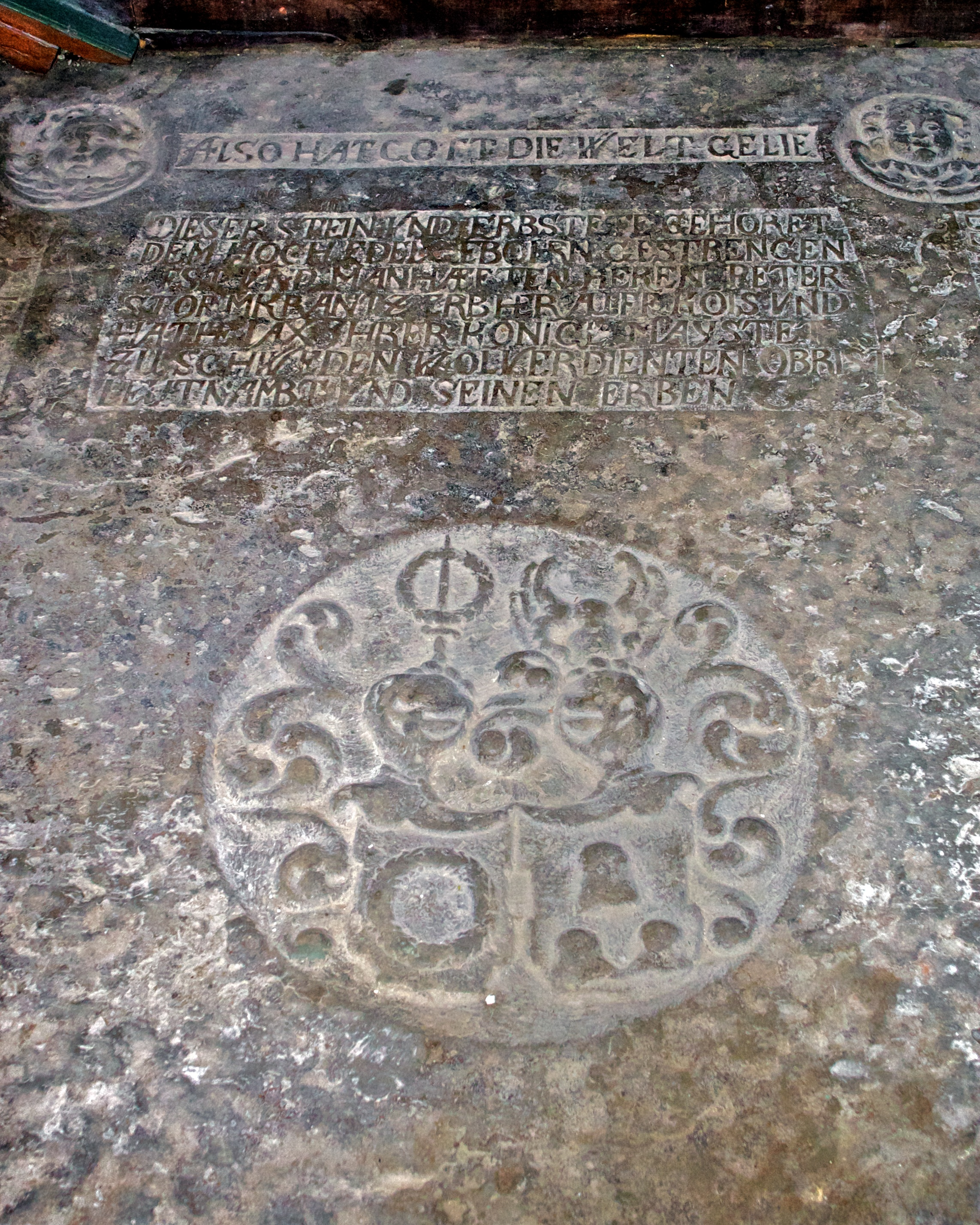
Grafsteen in de kerk
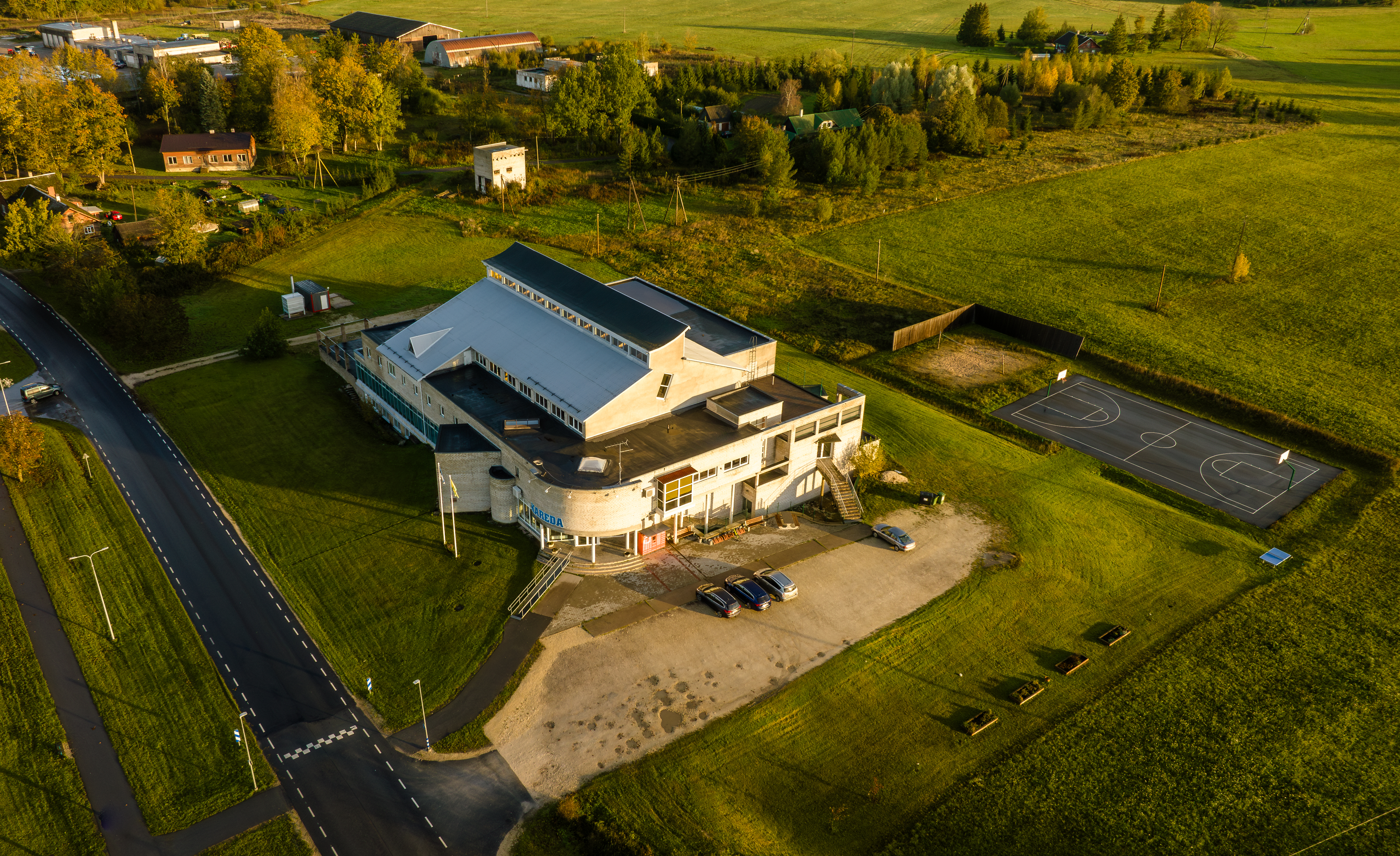
School